# 夕樹舞子
夕樹舞子（ゆうき まいこ，1977年1月30日—）是一名日本AV女優。她以乖乖女清純形像聞名，曾經是學校的模範生，引起學姐的嫉妒，備受校園暴力所苦，只好休學在家。沒有學歷的她，最後進入AV界。演戲時並非真槍實彈，即使是口交時也必須戴避孕套；引退後竟在香港竄紅，香港廠商力邀她去做宣傳造勢，曾在香港造成轟動，後又復出AV界，1998年演出『復活の女神』（ヴィーナス）。近年戲路大變，趨向性虐待，並有無碼作品流出。
另外，夕樹舞子的廣東話讀音跟「直豎拇指」（翹起拇指，thumbs up）一樣。

## 作品
- 《豪情3D》(2014年)